# Campeonato Uruguayo de Primera División 2022
Il Campionato Uruguayo de Primera División 2022 è stato il 119º torneo di prima divisione del calcio uruguaiano organizzato dall'AUF.
Quest'edizione ha visto la presenza dell'Albion Football Club, squadra pioniera del calcio uruguaiano, tornata a giocare nella massima divisione nazionale dopo 113 anni.

## Formato
A causa della pandemia di coronavirus, le edizioni 2020 e 2021 hanno visto alterare il loro calendario e il loro formato. L'AUF ha confermato che il Torneo Intermedio verrà reintrodotto e che si disputerà al termine del torneo di Apertura.
Il campionato si svolge nel sistema tradizionale che prevede la disputa di un campionato di Apertura ed uno di Clausura, ognuno dei quali disputato lungo 15 giornate. Tra la fine dell'Apertura e l'inizio del Clausura verrà organizzato un Torneo Intermedio, con la costituzione di due gironi da 8 squadre ciascuno (composizione determinata sulla base della classifica finale del torneo di Apertura) in gare di sola andata.
Per l'attribuzione del titolo di campione nazionale, si disputerà una sfida tra la squadra che ha ottenuto più punti durante tutto l'arco della stagione (quindi tenendo conto dell'Apertura, dell'Intermedio e del Clausura) e il vincitore di uno spareggio fra le due squadre vincitrici del torneo di Apertura e di Clausura.
La squadra campione nazionale sfiderà infine la squadra vincitrice del Torneo Intermedio per l'aggiudicazione della Supercoppa di Uruguay.
Per quanto riguarda i posti riservati all'Uruguay per le competizioni internazionali, il processo è il seguente:
- A) Il campione di Uruguay, segnato come Uruguay 1, all'edizione 2023 della Coppa Libertadores.

- B) Il vicecampione (il perdente della finale del Campionato Uruguayo se disputata, e in caso contrario, il migliore ubicato nella Tabla Anual, dopo i campioni dell'Uruguay), segnato come Uruguay 2, all'edizione 2023 della Coppa Libertadores.

- C) I migliori classificati nella Tabla Anual, escludendo i campioni e i vicecampioni, segnati come Uruguay 3 e Uruguay 4 rispettivamente, alle fasi preliminari dell'edizione 2023 della Coppa Libertadores.

- D) Il campione del Torneo Apertura o Clausura, che non fosse risultato campione o vicecampione e che non avesse ottenuto quanto prevista al punto C), segnato come Uruguay 1 all'edizione 2023 della Coppa Sudamericana.

- E) Le squadre che non rientrano nei punti precedenti e che ottengano la migliore posizione nella Tabla Anual, parteciperanno all'edizione 2023 della Coppa Sudamericana, completando i 4 posti riservati all'Uruguay

## Squadre partecipanti
| Club              | Asceso come                              |
| ----------------- | ---------------------------------------- |
| Albion            | Campione Secondo Divisione 2021          |
| Danubio           | Subcampeón Seconda Divisione 2021        |
| Defensor Sporting | Vincente Play-Off Seconda Divisione 2021 |

| Club           | Sceso come                     |
| -------------- | ------------------------------ |
| Progreso       | 14.° Tavola della discesa 2021 |
| Sud América    | 15.° Tavola della discesa 2021 |
| Villa Española | 16.° Tavola della discesa 2021 |

| Squadra                | Città                  | Stadio                           | Capienza |
| ---------------------- | ---------------------- | -------------------------------- | -------- |
| Albion                 | Montevideo             | Charrúa                          | 14.000   |
| Boston River           | Montevideo             | Juan Antonio Lavalleja           | 7.000    |
| Cerrito                | Montevideo             | Parque Maracaná                  | 8.000    |
| Cerro Largo            | Melo                   | Municipal Arq. Antonio E. Ubilla | 9.000    |
| Danubio                | Montevideo             | Jardines del Hipódromo           | 18.000   |
| Defensor Sporting      | Montevideo             | Luis Franzini                    | 16.000   |
| Dep. Maldonado         | Maldonado              | Domingo Burgueño Miguel          | 25.000   |
| Fénix                  | Montevideo             | Parque Capurro                   | 5.500    |
| Liverpool (M)          | Montevideo             | Belvedere                        | 8.384    |
| Montevideo City Torque | Montevideo             | Centenario                       | 60.235   |
| Montevideo Wanderers   | Montevideo             | Parque Alfredo Víctor Viera      | 15.000   |
| Nacional               | Montevideo             | Gran Parque Central              | 34.000   |
| Peñarol                | Montevideo             | Campeón del Siglo                | 40.700   |
| Plaza Colonia          | Colonia del Sacramento | Stadio Alberto Suppici           | 4.500    |
| Rentistas              | Montevideo             | Complejo Rentistas               | 6.500    |
| River Plate (M)        | Montevideo             | Parque Federico Omar Saroldi     | 6.000    |

## Classifica

### Torneo Apertura

#### Classifica
| Pos. | Squadra                | Pt | G  | V  | N | P | GF | GS | DR  |
| ---- | ---------------------- | -- | -- | -- | - | - | -- | -- | --- |
| 1.   | Liverpool (M)          | 32 | 15 | 10 | 2 | 3 | 21 | 8  | +13 |
| 2.   | Nacional               | 28 | 15 | 8  | 4 | 3 | 28 | 10 | +18 |
| 3.   | Dep. Maldonado         | 27 | 15 | 8  | 3 | 4 | 20 | 14 | +6  |
| 4.   | Boston River           | 27 | 15 | 8  | 3 | 4 | 20 | 16 | +4  |
| 5.   | Peñarol                | 26 | 15 | 7  | 5 | 3 | 10 | 6  | +4  |
| 6.   | Danubio                | 24 | 15 | 6  | 6 | 3 | 13 | 9  | +4  |
| 7.   | Fénix                  | 23 | 15 | 7  | 2 | 6 | 15 | 16 | -1  |
| 8.   | River Plate (M)        | 21 | 15 | 5  | 6 | 4 | 20 | 15 | +5  |
| 9.   | Montevideo Wanderers   | 21 | 15 | 5  | 6 | 4 | 16 | 11 | +5  |
| 10.  | Defensor Sporting      | 20 | 15 | 5  | 5 | 5 | 14 | 16 | -2  |
| 11.  | Rentistas              | 19 | 15 | 5  | 1 | 9 | 16 | 21 | -5  |
| 12.  | Plaza Colonia          | 13 | 15 | 2  | 7 | 6 | 12 | 15 | -3  |
| 13.  | Montevideo City Torque | 13 | 15 | 2  | 7 | 6 | 16 | 20 | -4  |
| 14.  | Cerro Largo            | 12 | 15 | 3  | 3 | 9 | 7  | 23 | -16 |
| 15.  | Albion                 | 11 | 15 | 2  | 5 | 8 | 16 | 31 | -15 |
| 16.  | Cerrito                | 8  | 15 | 2  | 5 | 8 | 9  | 22 | -13 |

Note:
Fonte: AUF, Flashscore
Tre punti a vittoria, uno a pareggio, zero a sconfitta.
La prima squadra classificata accede alle semifinali del campionato.
A parità di punti valgono i seguenti criteri: 1) spareggio nel caso di parità di punti tra le prime due classificate; 2) differenza reti; 3) gol segnati; 4) punti totalizzati nello scontro diretto; 5) sorteggio; 6) spareggio nel caso in cui la parità permanga tra le prime due classificate.

#### Tabellone
|                   | Alb | Bos | Cer | CLa | Dan | Def | Dep | Fen | Liv | MCi | Nac | Peñ | PCo | Ren | Riv | Wan |
| ----------------- | --- | --- | --- | --- | --- | --- | --- | --- | --- | --- | --- | --- | --- | --- | --- | --- |
| Albion            |     | 1-2 | 2-2 | 2-1 | 1-2 | 0-3 |     |     |     |     |     | 1-1 |     | 3-5 |     | 1-1 |
| Boston River      |     |     | 0-1 | 3-0 |     | 1-1 | 2-0 |     | 2-3 | 3-1 | 0-6 |     | 0-0 |     |     |     |
| Cerrito           |     |     |     |     | 0-1 |     | 0-3 |     | 0-1 | 2-2 |     | 0-0 | 1-1 | 2-1 |     | 0-2 |
| Cerro Largo       |     |     | 1-0 |     |     | 0-0 | 1-0 |     | 1-2 |     | 0-2 |     | 0-5 |     |     |     |
| Danubio           |     | 0-0 |     | 2-0 |     | 1-2 |     |     |     |     | 2-1 | 0-1 |     | 0-1 |     | 0-0 |
| Defensor Sporting |     |     | 0-0 |     |     |     | 1-1 | 2-1 | 0-3 | 1-3 | 0-2 |     | 0-0 |     | 3-2 |     |
| Dep. Maldonado    | 0-0 |     |     |     | 1-2 |     |     | 0-1 | 1-0 | 2-1 |     |     | 3-1 |     | 2-1 |     |
| Fénix             | 2-1 | 0-2 | 2-0 | 2-0 | 0-0 |     |     |     |     |     |     | 1-0 |     | 2-1 |     | 0-3 |
| Liverpool         | 4-0 |     |     |     | 0-1 |     |     | 1-0 |     | 2-0 |     |     | 1-0 | 1-0 | 2-1 |     |
| Montevideo City   | 1-2 |     |     | 1-1 | 1-1 |     |     | 1-2 |     |     |     | 0-1 | 1-1 | 2-0 | 0-0 |     |
| Nacional          | 2-0 |     | 3-0 |     |     |     | 2-3 | 1-0 | 0-0 | 1-1 |     |     | 1-0 |     | 1-1 |     |
| Peñarol           |     | 1-0 |     | 0-1 |     | 0-1 | 1-1 |     | 2-1 |     | 1-0 |     |     |     |     | 1-0 |
| Plaza Colonia     | 1-1 |     |     |     | 1-1 |     |     | 1-1 |     |     |     | 0-1 |     | 0-3 | 0-1 | 1-0 |
| Rentistas         |     | 0-1 |     | 2-0 |     | 1-0 | 1-2 |     |     |     | 0-4 | 0-0 |     |     |     | 1-3 |
| River Plate       | 4-1 | 1-2 | 3-1 | 1-1 | 0-0 |     |     | 3-1 |     |     |     | 0-0 |     | 1-0 |     | 1-1 |
| Wanderers         |     | 1-2 |     | 1-0 |     | 1-0 | 0-1 |     | 0-0 | 1-1 | 2-2 |     |     |     |     |     |

### Torneo Intermedio

#### Gruppo A

##### Classifica
| Pos. | Squadra                | Pt | G | V | N | P | GF | GS | DR  |
| ---- | ---------------------- | -- | - | - | - | - | -- | -- | --- |
| 1.   | Liverpool (M)          | 14 | 7 | 4 | 2 | 1 | 11 | 6  | +5  |
| 2.   | Montevideo Wanderers   | 14 | 7 | 4 | 2 | 1 | 11 | 7  | +4  |
| 3.   | Peñarol                | 11 | 7 | 3 | 2 | 2 | 12 | 8  | +4  |
| 4.   | Albion                 | 11 | 7 | 3 | 2 | 2 | 7  | 7  | 0   |
| 5.   | Montevideo City Torque | 10 | 7 | 3 | 1 | 3 | 10 | 8  | +2  |
| 6.   | Fénix                  | 9  | 7 | 2 | 3 | 2 | 4  | 5  | -1  |
| 7.   | Dep. Maldonado         | 6  | 7 | 1 | 3 | 3 | 8  | 12 | -4  |
| 8.   | Rentistas              | 1  | 7 | 0 | 1 | 6 | 3  | 13 | -10 |

Note:
Tre punti a vittoria, uno a pareggio, zero a sconfitta.

#### Tabellone
|                 | Alb | Dep | Fen | Liv | MCi | Peñ | Ren | Wan |
| --------------- | --- | --- | --- | --- | --- | --- | --- | --- |
| Albion          |     | 2-3 |     |     | 1-0 | 1-3 |     | 1-1 |
| Dep. Maldonado  |     |     |     |     | 1-1 | 1-3 |     | 1-2 |
| Fénix           | 0-1 | 0-0 |     |     |     |     |     | 1-0 |
| Liverpool       | 0-0 | 3-1 | 2-2 |     |     |     | 2-0 |     |
| Montevideo City |     |     | 2-0 | 2-3 |     |     | 4-3 |     |
| Peñarol         |     |     | 0-0 | 0-1 | 1-2 |     | 2-0 |     |
| Rentistas       | 0-1 | 1-1 | 0-1 |     |     |     |     |     |
| Wanderers       |     |     |     | 1-0 | 1-0 | 3-3 | 3-1 |     |

#### Gruppo B

##### Classifica
| Pos. | Squadra           | Pt | G | V | N | P | GF | GS | DR  |
| ---- | ----------------- | -- | - | - | - | - | -- | -- | --- |
| 1.   | Nacional          | 19 | 7 | 6 | 1 | 0 | 15 | 1  | +14 |
| 2.   | Boston River      | 13 | 7 | 4 | 1 | 2 | 8  | 5  | +3  |
| 3.   | Defensor Sporting | 13 | 7 | 4 | 1 | 2 | 10 | 8  | +2  |
| 4.   | River Plate (M)   | 9  | 7 | 2 | 3 | 2 | 7  | 6  | +1  |
| 5.   | Cerro Largo       | 9  | 7 | 2 | 3 | 2 | 4  | 4  | 0   |
| 6.   | Plaza Colonia     | 8  | 7 | 2 | 2 | 3 | 6  | 7  | -1  |
| 7.   | Danubio           | 7  | 7 | 2 | 1 | 4 | 6  | 9  | -3  |
| 8.   | Cerrito           | 0  | 7 | 0 | 0 | 7 | 1  | 17 | -16 |

Note:
Tre punti a vittoria, uno a pareggio, zero a sconfitta.

#### Tabellone
|                   | Bos | Cer | CLa | Dan | Def | Nac | PCo | Riv |
| ----------------- | --- | --- | --- | --- | --- | --- | --- | --- |
| Boston River      |     | 1-0 | 2-0 | 2-0 | 2-3 |     |     |     |
| Cerrito           |     |     | 0-2 | 0-1 | 1-2 |     |     |     |
| Cerro Largo       |     |     |     |     |     | 0-0 | 1-0 | 0-0 |
| Danubio           |     |     | 1-1 |     |     | 0-1 | 2-0 | 1-3 |
| Defensor Sporting |     |     | 1-0 | 2-1 |     | 0-1 | 1-2 |     |
| Nacional          | 2-0 | 5-0 |     |     |     |     | 3-1 | 3-0 |
| Plaza Colonia     | 0-0 | 3-0 |     |     |     |     |     | 0-0 |
| River Plate       | 0-1 | 3-0 |     |     | 1-1 |     |     |     |

### Finale
| Montevideo 27 luglio 2022 Finale                | Liverpool (M) | 0 – 1         | Nacional | Stadio del Centenario |
| \| \| \| \| \| \| Marcatori \| Rodriguez 36’ \| |               |               |          |                       |
|                                                 |               |               |          |                       |
|                                                 | Marcatori     | Rodriguez 36’ |          |                       |

### Torneo Clausura

#### Classifica
| Pos. | Squadra                | Pt | G  | V  | N | P  | GF | GS | DR  |
| ---- | ---------------------- | -- | -- | -- | - | -- | -- | -- | --- |
| 1.   | Nacional               | 34 | 15 | 10 | 4 | 1  | 26 | 9  | +17 |
| 2.   | River Plate (M)        | 30 | 15 | 9  | 3 | 3  | 29 | 12 | +17 |
| 3.   | Dep. Maldonado         | 30 | 15 | 8  | 6 | 1  | 19 | 11 | +8  |
| 4.   | Liverpool (M)          | 28 | 15 | 8  | 4 | 3  | 23 | 12 | +11 |
| 5.   | Danubio                | 25 | 15 | 6  | 7 | 2  | 19 | 10 | +9  |
| 6.   | Defensor Sporting      | 25 | 15 | 7  | 4 | 4  | 18 | 12 | +6  |
| 7.   | Boston River           | 22 | 15 | 6  | 4 | 5  | 21 | 15 | +6  |
| 8.   | Peñarol                | 22 | 15 | 6  | 4 | 5  | 20 | 16 | +4  |
| 9.   | Cerro Largo            | 19 | 15 | 5  | 4 | 6  | 11 | 18 | -7  |
| 10.  | Fénix                  | 17 | 15 | 4  | 5 | 6  | 13 | 15 | -2  |
| 11.  | Montevideo Wanderers   | 16 | 15 | 4  | 4 | 7  | 12 | 19 | -7  |
| 12.  | Albion                 | 16 | 15 | 4  | 4 | 7  | 11 | 19 | -8  |
| 13.  | Plaza Colonia          | 14 | 15 | 4  | 2 | 9  | 11 | 20 | -9  |
| 14.  | Montevideo City Torque | 13 | 15 | 4  | 1 | 10 | 12 | 24 | -12 |
| 15.  | Rentistas              | 10 | 15 | 3  | 1 | 11 | 16 | 31 | -15 |
| 16.  | Cerrito                | 9  | 15 | 2  | 3 | 10 | 10 | 28 | -18 |

Note:
Fonte: AUF, Flashscore
Tre punti a vittoria, uno a pareggio, zero a sconfitta.
La prima squadra classificata accede alle semifinali del campionato.
A parità di punti valgono i seguenti criteri: 1) spareggio nel caso di parità di punti tra le prime due classificate; 2) differenza reti; 3) gol segnati; 4) punti totalizzati nello scontro diretto; 5) sorteggio; 6) spareggio nel caso in cui la parità permanga tra le prime due classificate.

#### Tabellone
|                   | Alb | Bos | Cer | CLa | Dan | Def | Dep | Fen | Liv | MCi | Nac | Peñ | PCo | Ren | Riv | Wan |
| ----------------- | --- | --- | --- | --- | --- | --- | --- | --- | --- | --- | --- | --- | --- | --- | --- | --- |
| Albion            |     |     |     |     |     |     | 1-3 | 1-1 | 1-1 | 1-0 | 0-1 |     | 1-0 |     | 0-2 |     |
| Boston River      | 1-0 |     |     |     | 0-1 |     |     | 1-1 |     |     |     | 2-1 |     | 3-0 | 1-2 | 2-2 |
| Cerrito           | 0-0 | 0-3 |     | 0-0 |     | 1-2 |     | 0-2 |     |     | 1-2 |     |     |     | 1-5 |     |
| Cerro Largo       | 1-2 | 1-1 |     |     | 1-0 |     |     | 1-0 |     | 1-2 |     | 0-2 |     | 2-1 | 0-5 | 1-1 |
| Danubio           | 3-0 |     | 0-0 |     |     |     | 0-0 | 1-1 | 1-1 | 3-2 |     |     | 1-1 |     | 3-0 |     |
| Defensor Sporting | 2-0 | 0-1 |     | 0-1 | 1-1 |     |     |     |     |     |     | 2-3 |     | 2-3 |     | 1-0 |
| Dep. Maldonado    |     | 2-1 | 2-1 | 0-1 |     | 0-0 |     |     |     |     | 2-1 | 1-1 |     | 2-1 |     | 1-0 |
| Fénix             |     |     |     |     |     | 0-0 | 0-1 |     | 0-3 | 1-0 | 1-1 |     | 0-1 |     | 1-2 |     |
| Liverpool         |     | 3-2 | 3-0 | 1-0 |     | 1-3 | 1-1 |     |     |     | 0-1 | 0-1 |     |     |     | 1-1 |
| Montevideo City   |     | 0-2 | 0-1 |     |     | 0-2 | 3-3 |     | 0-2 |     | 0-3 |     |     |     |     | 1-0 |
| Nacional          |     | 1-0 |     | 1-1 | 2-0 | 1-1 |     |     |     |     |     | 3-1 |     | 3-0 |     | 2-0 |
| Peñarol           | 2-0 |     | 3-1 |     | 1-1 |     |     | 0-1 |     | 0-1 |     |     | 0-1 | 2-2 | 1-1 |     |
| Plaza Colonia     |     | 1-1 | 1-3 | 2-0 |     | 0-1 | 0-1 |     | 1-3 | 0-1 | 1-3 |     |     |     |     |     |
| Rentistas         | 2-4 |     | 3-0 |     | 0-1 |     |     | 1-3 | 0-2 | 3-0 |     |     | 0-1 |     | 0-5 |     |
| River Plate       |     |     |     |     |     | 0-1 | 0-0 |     | 0-1 | 2-1 | 1-1 |     | 2-0 |     |     |     |
| Wanderers         | 0-0 |     | 2-1 |     | 0-3 |     |     | 2-1 |     |     |     | 0-2 | 2-1 | 1-0 | 1-2 |     |

## Tabla Anual

### Classifica
| Pos. | Squadra                | Pt | G  | V  | N  | P  | GF | GS | DR  |
| ---- | ---------------------- | -- | -- | -- | -- | -- | -- | -- | --- |
| 1.   | Nacional               | 81 | 37 | 24 | 9  | 4  | 69 | 20 | +49 |
| 2.   | Liverpool (M)          | 74 | 37 | 22 | 8  | 7  | 55 | 26 | +29 |
| 3.   | Dep. Maldonado         | 63 | 37 | 17 | 12 | 8  | 47 | 37 | +10 |
| 4.   | Boston River           | 62 | 37 | 18 | 8  | 11 | 49 | 36 | +13 |
| 5.   | River Plate (M)        | 60 | 37 | 16 | 12 | 9  | 56 | 33 | +23 |
| 6.   | Peñarol                | 59 | 37 | 16 | 11 | 10 | 42 | 30 | +12 |
| 7.   | Defensor Sporting      | 58 | 37 | 16 | 10 | 11 | 42 | 36 | +6  |
| 8.   | Danubio                | 56 | 37 | 14 | 14 | 9  | 38 | 28 | +10 |
| 9.   | Montevideo Wanderers   | 51 | 37 | 13 | 12 | 12 | 39 | 37 | +2  |
| 10.  | Fénix                  | 49 | 37 | 13 | 10 | 14 | 32 | 36 | -4  |
| 11.  | Cerro Largo            | 40 | 37 | 10 | 10 | 17 | 22 | 45 | -23 |
| 12.  | Albion                 | 38 | 37 | 9  | 11 | 17 | 34 | 57 | -23 |
| 13.  | Montevideo City Torque | 36 | 37 | 9  | 9  | 19 | 38 | 52 | -14 |
| 14.  | Plaza Colonia          | 35 | 37 | 8  | 11 | 18 | 29 | 42 | -13 |
| 15.  | Rentistas              | 30 | 37 | 8  | 3  | 26 | 35 | 65 | -30 |
| 16.  | Cerrito                | 17 | 37 | 4  | 8  | 25 | 20 | 67 | -47 |

Note:
Fonte: AUF, Flashscore
Tre punti a vittoria, uno a pareggio, zero a sconfitta.

## Fase Finale
|  | Semifinale                         | Semifinale |  |  | Finale                           | Finale | Finale |
|  |                                    |            |  |  |                                  |        |        |
|  |                                    |            |  |  |                                  |        |        |
|  | Liverpool (M) (Vincitore Apertura) | 1          |  |  |                                  |        |        |
|  | Nacional (Vincitore Clausura)      | 4          |  |  |                                  |        |        |
|  |                                    |            |  |  |                                  |        |        |
|  |                                    |            |  |  | Nacional                         |        |        |
|  |                                    |            |  |  | Nacional (Vincitore Tabla Anual) |        |        |
|  |                                    |            |  |  |                                  |        |        |

Dopo la disputa della semifinale fra le vincitrici del campionato di Apertura e di Clausura, è prevista la disputa della finale fra la vincitrice della semifinale e la squadra con più punti sulla Tabla Anual.

## Retrocessioni ("Descenso")
Al termine del campionato retrocederanno in Segunda División le tre squadre con il peggior promedio, ovvero la media punti calcolata sulla base dei punti e delle partite disputate in Primera División nella stagione precedente e in quella attuale.
| Pos. | Squadra                | 2021 | 2022 | PT  | PG | Promedio |
| ---- | ---------------------- | ---- | ---- | --- | -- | -------- |
| 1.   | Nacional               | 59   | 81   | 140 | 67 | 2.090    |
| 2.   | Peñarol                | 60   | 59   | 119 | 67 | 1.776    |
| 3.   | Liverpool (M)          | 42   | 74   | 116 | 67 | 1.731    |
| 4.   | Defensor Sporting      | -    | 58   | 58  | 37 | 1.568    |
| 5.   | River Plate (M)        | 42   | 60   | 102 | 67 | 1.522    |
| 6.   | Danubio                | -    | 56   | 56  | 37 | 1.514    |
| 7.   | Boston River           | 36   | 62   | 98  | 67 | 1.463    |
| 8.   | Montevideo Wanderers   | 44   | 51   | 95  | 67 | 1.418    |
| 9.   | Dep. Maldonado         | 31   | 63   | 94  | 67 | 1.403    |
| 10.  | Plaza Colonia          | 56   | 35   | 91  | 67 | 1.358    |
| 11.  | Fénix                  | 40   | 49   | 89  | 67 | 1.328    |
| 12.  | Cerro Largo            | 48   | 40   | 88  | 67 | 1.313    |
| 13.  | Montevideo City Torque | 50   | 36   | 86  | 67 | 1.284    |
| 14.  | Albion                 | -    | 38   | 38  | 37 | 1.027    |
| 15.  | Rentistas              | 30   | 30   | 60  | 67 | 0.896    |
| 16.  | Cerrito                | 40   | 17   | 57  | 67 | 0.851    |